# Weißenberge
Weißenberge, teilweise auch Weißen Berge geschrieben, ist ein Ortsteil der Gemeinde Wahrenholz im Landkreis Gifhorn in Niedersachsen. Der Ortsname Weißenberge kommt von einer rund 71 Meter hohen Erhebung, an der weißer Sandstein sichtbar war.

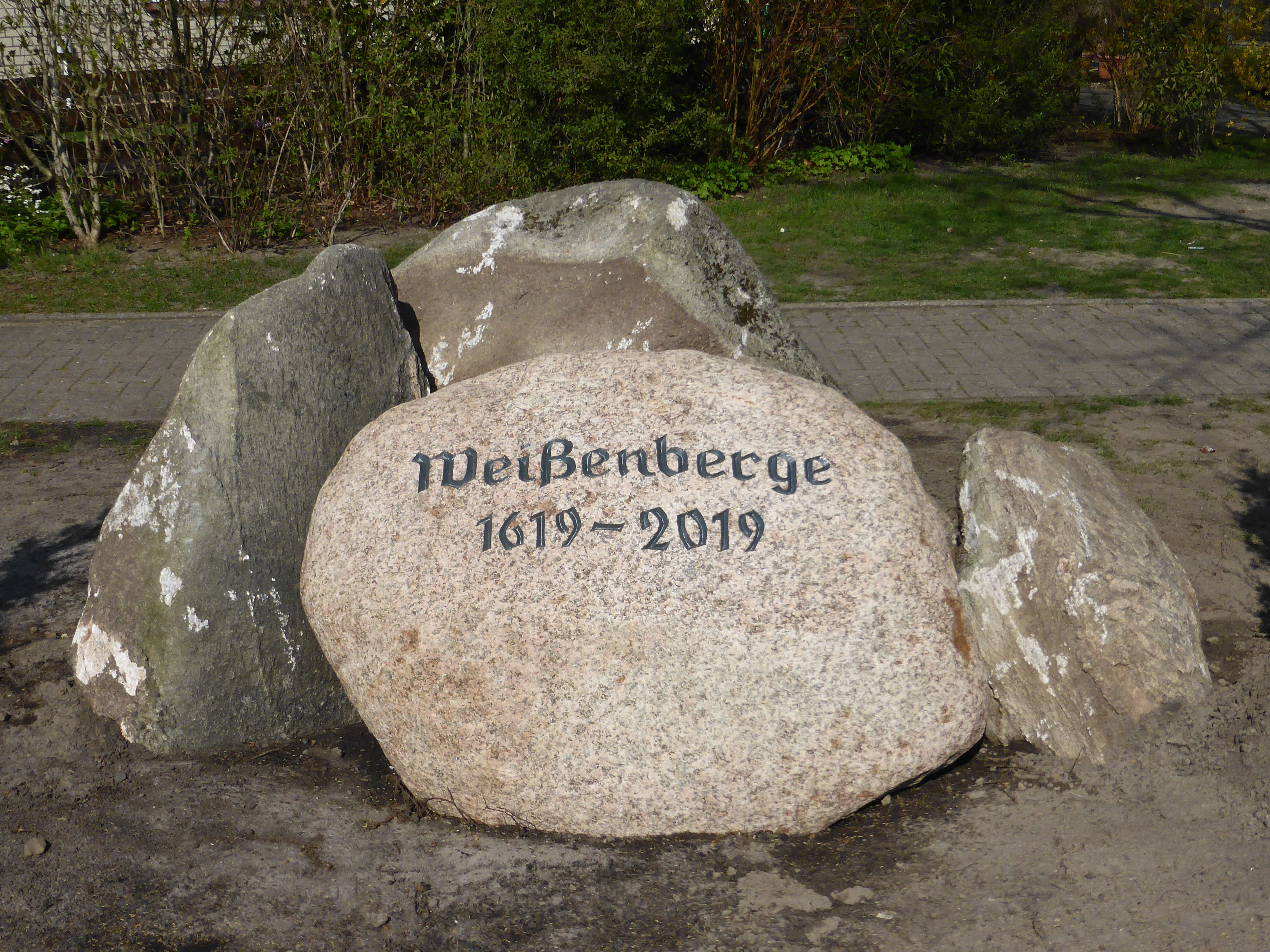
Gedenkstein an das 400-jährige Ortsjubiläum

Aus dem Jahre 1619 ist die erste Erwähnung Weißenberges bekannt. Um 1950 bestand Weißenberge nur aus einer Ziegelei und wenigen Häusern. 2019 beschloss der Rat der Gemeinde Wahrenholz die einheitliche Schreibweise des Ortsnamens Weißenberge, in diesem Jahr wurde auch ein Gedenkstein an das 400-jährige Ortsjubiläum aufgestellt.
Die Gaststätte, der früher auch ein Lebensmittelgeschäft angeschlossen war, wurde um 1990 geschlossen. Das Festkomitee Weißenberge organisiert Veranstaltungen wie das Osterfeuer und das Aufstellen des Maibaums. Buslinien der Verkehrsgesellschaft Landkreis Gifhorn (VLG) führen von Weißenberge bis nach Hankensbüttel, Wahrenholz und Wesendorf. Evangelisch-lutherische Einwohner gehören zur Kirchengemeinde in Wahrenholz, Katholiken zur Kirche Mariä Himmelfahrt in Wesendorf.